# Lý Tồn Tín
Lý Tồn Tín (chữ Hán: 李存信, bính âm: Li Cunxin, 862 - 902), nguyên danh Trương Ô Lạc (張污落), là một vị tướng hoạt động cuối thời nhà Đường trong lịch sử Trung Quốc, nghĩa tử của (Hậu) Đường Thái Tổ Lý Khắc Dụng và đứng thứ tư trong Thập tam Thái bảo.

## Tiểu sử
Trương Ô Lạc xuất thân không phải là người Hán, mà là người tộc Hồi Cốt. Phụ thân của ông có tên Hán là Trương Quân Chánh, từng là thuộc cấp của Hoài Hóa quận vương Lý Tư Trung (người này vốn là hoàng thất Hồi Cốt, quy phục triều Đường từ năm 840 khi Hồi Cốt sắp diệt vong). Gia tộc của ông di cư về phía nam cuối những năm 840, đầu những năm 850, định cư tại vùng Hợp La Xuyên.
Trương Ô Lạc từ nhỏ đã giỏi về cưỡi ngựa bắn cung. Ban đầu ông phục vụ cho thủ lĩnh người Sa Đà Lý Quốc Xương, tên Hồi Cốt là Chu Da Xích Tâm. Năm 882, Hoàng Sào đánh chiếm Trường An, Đường Hi Tông kinh hoàng bỏ chạy về Thành Đô. Con trai Xích Tâm là Lý Khắc Dụng thực hiện cần vương, cử quân tấn công Hoàng Sào. Trương Ô Lạc năm đó 20 tuổi, cũng theo phục vụ dưới trướng Lý Khắc Dụng, do lập quân công mà được ban chức Bộ quân đô chỉ huy sứ. Cũng trong dịp đó, ông được Lý Khắc Dụng nhận làm con nuôi, ban tên mới là Lý Tồn Tín.
Năm 890, Tiết độ sứ Lư Long Lý Khuông Uy đem quân tấn công Úy châu để cứu Hách Liên Đạc đang bị tướng của Lý Khắc Dụng là An Kim Tuấn bao vây ở Vân châu. Lý Khắc Dụng phái Lý Tồn Tín đến chống cự song không thành công; mãi đến khi Đại thái bảo Lý Tự Nguyên được lệnh đưa quân tới hỗ trợ thì mới giành được chiến thắng, Lý Khuông Uy và Hách Liên Đạc phải lui quân.
Lý Tồn Tín vốn ganh ghét công lao của Thập tam thái bảo Lý Tồn Hiếu, hai bên vì thế sinh ra mâu thuẫn với nhau. Năm 891, nhân khi Thái Nguyên (tức Lý Khắc Dụng) dự định tấn công Tiết độ sứ Thành Đức Vương Dung, Lý Tồn Hiếu xin được cầm quân, Thái Nguyên ban đầu chấp thuận song Tồn Tín lại tìm cớ ngăn trở. Năm sau (892), Lý Khắc Dụng cử Tồn Hiếu và Tồn Tín cùng tiến công Trấn châu của Vương Dung, song hai người do có bất hòa từ trước nên chiến dịch không có kết quả. Mãi đến khi Thái Nguyên sai Lý Tự Huân dẫn quân đến hỗ trợ thì tình hình mới được cải thiện. Khi trở về, Tồn Tín vu cáo Tồn Hiếu có thông đồng với Vương Dung và Chu Toàn Trung. Do đó dẫn đến Tồn Hiếu làm phản, chiếm 3 châu Hình, Minh, Từ li khai với Tấn. Năm 894, Thái Nguyên hạ được Hình châu và giết Lý Tồn Hiếu.
Năm 896, Thái Nguyên lại sai Lý Tồn Tín dẫn 30.000 quân hỗ trợ Tiết độ sứ Thiên Bình Chu Tuyên và Tiết độ sứ Thái Ninh Chu Cẩn trước sự tấn công của Chu Toàn Trung ở Tuyên Vũ, trên đường đi ngang qua lãnh thổ Ngụy Bác. Quân của ông đóng ở Vị châu, còn cánh quân khác gồm 3000 người do Lý Tự Nguyên chỉ huy làm tiên phong đánh trước. Tồn Tín đóng quân ở huyện Sằn, để quân quấy phá cướp bóc dân chúng khiến Tiết độ sứ Ngụy Bác La Hoằng Tín rất bất bằng. Chu Toàn Trung sai sứ nhắn với Hoằng Tín:
Thái Nguyên tới được Hà Sóc, khi mà trở về sẽ tính đến chỗ của ông đó.
Hoằng Tín lo sợ, bèn cử 30.000 quân mai phục, nhử quân Tấn vào rồi tiêu diệt, Lý Tồn Tín chạy về Minh châu. Thái Nguyên được tin, liền cử quân đánh Ngụy song cũng thất bại. Năm 897, ông lại thất bại một trận nữa dưới tay thủ hạ cũ của Thái Nguyên là Tiết độ sứ Lư Long Lưu Nhân Cung. Thái Nguyên biết tin rất giận muốn giết chết ông, nhưng cuối cùng tha cho. Từ dó ông thường giả cách bị bệnh kinh niên để từ chối ra trận.
Năm 902, quân Lương tổ chức đánh Tấn, phá 3 châu Phần, Từ, Thấp, rồi vây Thái Nguyên. Thái Nguyên hoảng sợ, Lý Tồn Tín khuyên rằng nên chạy lên Vân châu ở phía bắc, nhưng cuối cùng nhà vua nghe theo ý kiến của phu nhân Lưu thị, quyết định cố thủ; về sau quân Lương rút lui. Cuối năm đó, Lý Tồn Tín bị bệnh qua đời, thọ 41 tuổi.

## Trong văn học, nghệ thuật
Các nhà viết kịch đời sau khi bàn về thời Ngũ Đại thường cảm thương cho Lý Tồn Hiếu và lên án Lý Tồn Tín. Có thể kể đến đó là vở hí kịch của Quan Hán Khanh đời nhà Nguyên là Đặng phu nhân khổ thống khốc Tồn Hiếu (Đặng phu nhân là vợ của Tồn Hiếu). Trong tác phẩm này, tác giả hư cấu chuyện Lý Tồn Hiếu bị Lý Tồn Tín và Khang Quân Lập giết để diệt khẩu một cách tàn nhẫn; trong khi sự thực là Tồn Hiếu bị chính Lý Khắc Dụng hạ lệnh giết. Nhà văn La Quán Trung cũng tham khảo chi tiết này khi sáng tác Tàn Đường ngũ đại sử diễn nghĩa.